# Аутсорсинг в Україні
Аутсорсинг в Україні — широко використовуваний вид послуг в Україні.
Найчастіше аусторсингові послуги надають в IT-сфері, але крім цього популярні у сферах логістики, ресурсного забезпечення виробничих процесів, маркетингових послуг, рекрутингу, бухгалтерського обліку, обробки й систематизації інформації, медичних послуг, адміністрування.

## ІТ-аутсорсинг
ІТ-аутсорсинг є частковою або повною передачею робіт з підтримки, обслуговування та модернізації ІТ-інфраструктури до компаній, що спеціалізуються на абонентському обслуговуванні організацій і мають штат фахівців різної кваліфікації.
Серед найпоширеніших на даний час видів ІТ-аутсорсингу слід виділити такі:
- виведення в іншу країну другорядних служб підтримки інфраструктури (ITO — infrastructure technology outsourcing);
- виведення в іншу країну некритичних для бізнесу процесів, що потребують значного обсягу некваліфікованої праці (BPO — business process outsourcing);
- розробка програмного забезпечення на замовлення.[2]

До основних переваг, які отримують підприємства, відносять:
1. можливість концентрації ресурсів на основній діяльності;
2. зниження витрат на ІТ-обслуговування компанії;
3. мінімізацію ризиків за рахунок передачі IT-інфраструктури стороннім компаніям;
4. отримання фінансової гнучкості.
5. доступ до інтелектуального капіталу[4]
6. можливість більш широких трансформаційних змін[4].

Основні недоліки ІТ-аутсорсингу:
1. втрата повного контролю над роботою компанії, що обслуговує IT-інфраструктуру;
2. залежність від аутсорсера, передусім у питаннях безпеки;
3. зниження продуктивності праці власного персоналу за рахунок втрати мотивації під час змін.
4. порушення чи зловживання інтелектуальною власністю,[6]
5. порушення законодавства з боку постачальника послуг, яке впливає на клієнта.[6]
6. швидкість надання послуги може бути нижче ніж, як би це робила людина на фірмі. Оскільки аутсорсингова компанія обслуговує багато фірм[7].

### ІТ-аутсорсинг в економіці України
Уже сьогодні розвиток IT-аутсорсингу в Україні дозволяє досягти позитивних макроекономічних ефектів, що впливають на економічний розвиток країни. У перспективі ці ефекти здатні обумовити структурні перетворення, які формуватимуть нові тенденції української економіки. До ефектів розвитку IT-аутсорсингу в нашій державі можна віднести:
- покращення структури ринку праці;
- приплив іноземної валюти та поліпшення платіжного балансу країни;
- збільшення внутрішнього попиту на споживчому ринку;
- подолання розшарування населення й формування середнього класу;
- зміцнення фінансової безпеки держави.[3]

90 % ІТ послуг України надає на принципах аутсорсингу іншим країнам, а за темпами зростання цього сегмента IT в світі ми поступаємося тільки Індії.
У 2003 р. обсяг ринку ІТ-аутсорсингу в Україні становив 110 млн дол., у 2007 р. — 544 млн дол., у 2011 — 1,1 млрд дол., а у 2014 р. цей показник сягнув майже 2,4 млрд дол.

## Рейтинг аутсорсингових компаній 2018 року
Міжнародна асоціація International Association of Outsourcing Professionals (IAOP) [Архівовано 17 грудня 2019 у Wayback Machine.] щорічно публікує рейтинг Global Outsourcing 100, який містить 100 кращих постачальників аутсорсингових послуг у світі. Рейтинг складається на основі заявок, отриманих і оцінених незалежною суддівською колегією від IAOP. Основними критеріями для потрапляння в рейтинг є прибутковість, зростання команди, кращі проекти, рекомендації замовників, рівень корпоративної соціальної відповідальності та інновації в схемі постачання послуг замовнику.
З українських роботодавців в ТОП-100 у 2018 р. потрапили:
- SoftServe (більше 4500 співробітників, головний офіс у Львові);
- Ciklum (більше 2000 співробітників в Україні, головний офіс в Києві);
- Infopulse (більше 1500 співробітників, головний офіс в Києві);
- ELEKS (більше 1000 співробітників, головний офіс у Львові);
- Sigma Software (більше 800 співробітників, головний офіс в Харкові);
- Intellias (більше 1500 співробітників, головний офіс у Львові);
- Miratech (більше 700 співробітників, головний офіс в Києві);
- N-iX (більше 700 співробітників, головний офіс у Львові);
- Innovecs (більше 400 співробітників, головний офіс в Києві);
- AMC Bridge (більше 300 співробітників, головний офіс в Дніпрі);
- Softengi (більше 200 співробітників, головний офіс до Києва);
- Program-Ace (більше 100 співробітників, головний офіс в Харкові).

Серед компаній з українськими представництвами:
- EPAM (більше 5500 співробітників в Україні, головний офіс в США);
- Luxoft (більше 3500 співробітників в Україні, головний офіс в Швейцарії);
- TEAM International Services (більше 300 співробітників в Україні, головний офіс в США);
- Itera[en] (близько 100 співробітників в Україні, головний офіс в Норвегії);
- Softjourn (понад 100 співробітників в Україні, головний офіс в США);
- Artezio (більше 300 співробітників в світі, головний офіс в Росії).

## Правове регулювання
Поняття «аутсорсинг» в українському праві не має дефініції, тому може регулюватись виключно у контексті аналогії до деяких правових норм. У той же час у законодавчому полі визначено економічну взаємодію через укладання договорів, а також те, що кожен має право займатись підприємницькою діяльністю, яка не заборонена законом. Проте у Національному класифікаторі України аутсорсинг визначено як угоду, згідно з якою замовник доручає підряднику виконати певні завдання, зокрема, частину виробничого процесу або повний виробничий процес, надання послуг щодо підбирання персоналу, допоміжні функції.
Згідно ст. 6 Цивільного Кодексу України «Сторони мають право укласти договір, який не передбачений актами цивільного законодавства, але відповідає загальним засадам цивільного законодавства», далі у ст. 627 дана позиція розвивається «сторони є вільними в укладенні договору, виборі контрагента та визначенні умов договору з урахуванням вимог цього Кодексу, інших актів цивільного законодавства, звичаїв ділового обороту, вимог розумності та справедливості». Це дозволяє сторонам визначити сутність договору на свій розсуд та включати у нього роботи, які мають на увазі аутсорсинг.